# Lee Seong-deok
Lee Seong-deok (* 20. Januar 1912 in Sinŭiju, heute Teil von Nordkorea; † 8. Juli 1968) war ein japanischer Eisschnellläufer.
Lee, der an der Waseda-Universität studierte, wurde im Jahr 1933 japanischer Meister im Mehrkampf. Bei den Olympischen Winterspielen 1936 in Garmisch-Partenkirchen startete er unter seinen japanischen Namen Seitoku Ri. Dort kam er auf den 27. Platz über 5000 m, auf den 25. Rang über 10.000 m, auf den 23. Platz über 1500 m und auf den 16. Platz über 500 m. Nach der Befreiung Koreas lebte er in Seoul und war Vorsitzender des südkoreanischen Eislaufverbandes. 

## Persönliche Bestleistungen
| Disziplin | Zeit        | Datum           | Ort                    |
| --------- | ----------- | --------------- | ---------------------- |
| 500 m     | 44,1 s      | 1938            |                        |
| 1500 m    | 2:28,9 min  | 6. Februar 1936 | Garmisch-Partenkirchen |
| 5000 m    | 9:06,5 min  | 1935            |                        |
| 10.000 m  | 18:50,3 min | 6. Februar 1936 | Garmisch-Partenkirchen |